# Freneuse, Seine-Maritime

Freneuse este o comună în departamentul Seine-Maritime, Franța. În 1 ianuarie 2022 avea o populație de 993 de locuitori.